# Darko Žlebnik
Darko Žlebnik [dárko žlébnik], slovenski pisatelj, * 3. julij 1951, Maribor, † 2024.
Čeprav je šele pri 45 letih, torej sorazmerno pozno stopil na slovensko književno prizorišče, sta obe prvi knjigi pristali na zelo opaženem mestu. Tako s strani kritike kot bralstva. Po podatkih o izposoji v knjižnicah je v nekem obdobju pristal prav na vrhu iskanih knjig, kritika pa je na splošno ocenila, da je v naš prostor vstopila že izdelana, prepričljiva, osvežujoča in samosvoja pisateljska osebnost.
Gospodarstvenik Zvezdodrag (Zvezdan) Žlebnik (1949—2007) je bil njegov brat.

## Dela
- Kdo je naslednji? (1996 - Mavrica) (COBISS)

Triler in na ameriška tla postavljeno dogajanje. Gre za avtorjevo tezo o izvoru AIDS-a kot o še eni zaroti proti človeštvu s strani »upravljalcev« sveta. Knjiga je napisana malone kot filmski scenarij, krasi jo velika dinamika in sosledje  zanimivih preobratov. Spričo realističnosti tako dogodkov kot postopkov akterjev je knjiga tudi parodija na ameriške filme tega žanra, kjer je glavnim likom skoraj po pravilu dodeljena nadnaravnost.
- Prešuštvo (1999 - Študentska založba) (COBISS)

Prešuštvo - brezčasen pojav, vsem tako blizu, zavit v dinamično zgodbo polno preobratov, pri čemer je uspelo avtorju mojstrsko razrezati tako moško kot žensko dušo.
- Grozoviti doživljaji (2006 - Stella) (COBISS)

Gre za zbirko kratkih zgodb, o katerih avtor pravi: »To so pravi, resnični, grozoviti doživljaji iz malhe junaštev. Nekaj je tudi čudaško neverjetnih, komičnih, butastih, ponižujočih a tudi mičnih naključij, ki pa se lahko sem ter tja razumejo tudi kot prispevek k zgodovini mojih in oslarij  še nekaterih cenjenih posameznikov.«
- Njih gnade vrlaki (2006 - Stella) (COBISS)

Groteska in v nekakšnem arhaičnem jeziku orisano stanje duha, značilnosti Slovencev in nekaterih prelomnih dogodkov v času od osamosvojitve dalje. Glavni liki so Janez Drnovšek (Alfonz Zvsakimgre), Janez Janša (Ignacij Vednonapreži), Marjan Podobnik (Pepe Modriha), Borut Pahor (Jokl Vednopredšpeglom) in Lojze Peterle (Ljubiteljski duhovni).
- Kot urednik sodeluje pri knjigi Vse kolajne trenerja Filipa Gartnerja (Avtor: dr. Dolfe Rajtmajer 2004 - PR plus & Alda studio)(COBISS)

- Kot pisec besedila sodeluje pri knjigi Maribor - impresije (Avtor: Danilo Cvetnič /1997)

- Objavi čez 300 kolumen v različnih časopisih in revijah (Slovenske novice, Večer, Revija Golf, Golf Kapital)